# Formula 1 sezona 2022
Sezona Formule 1 2022 je triinsedemdeseta sezona Svetovnega prvenstva Formule 1 pod okriljem FIE. Začela se je 20. marca 2022 z dirko za Veliko nagrado Bahrajna, končala pa se je 20. novembra 2022 z dvaindvajseto dirko sezone za Veliko nagrado Abu Dabija.
Drugi zaporedni naslov dirkaškega prvaka je osvojil Max Verstappen, ki si ga je zagotovil z zmago na dirki za Veliko nagrado Japonske, po kateri so bile do konca sezone še štiri dirke. Z novo zmago na naslednji dirki za Veliko nagrado ZDA je svojemu moštvu Red Bull Racing zagotovil peti naslov konstruktorskega prvaka, s čimer je bila prekinjena osemletna dominacija moštva Mercedes, ki se je začela po zadnjem naslovu Red Bulla v sezoni 2013.
Verstappnova zmaga na Veliki nagradi ZDA je bila njegova trinajsta v sezoni, s čimer je izenačil rekord Michaela Schumacherja iz sezone 2004 in Sebastiana Vettla iz sezone 2013, teden dni po tem pa je na Veliki nagradi Mehike s štirinajsto zmago v sezoni postavil nov rekord. Na zadnji dirki za Veliko nagrado Abu Dabija je dosegel še svojo petnajsto zmago v sezoni.
Dirkaški podprvak je bil Charles Leclerc iz moštva Ferrari, ki je zmagal na treh dirkah in v skupnem seštevku osvojil tri točke več kot drugi dirkač moštva Red Bull Racing Sergio Pérez, ki je zmagal na dveh dirkah. Ferrari je osvojil tudi drugo mesto v konstruktorskem prvenstvu s prednostjo 39 točk pred Mercedesom. Sezona 2022 je bila zadnja sezona nastopanja štirikratnega svetovnega prvaka Sebastiana Vettla.

## Dirkači in moštva
Seznam moštev in dirkačev Svetovnega prvenstva Formule 1 v sezoni 2022.
| Moštvo                                | Konstruktor                  | Šasija | Motor               | Gume | Št      | Dirkača(-i)                                   | Testni dirkač(-a/i) |
| ------------------------------------- | ---------------------------- | ------ | ------------------- | ---- | ------- | --------------------------------------------- | ------------------- |
| Alfa Romeo F1 Team Orlen              | Alfa Romeo-Ferrari           | C42    | Ferrari 066/7       | P    | 24 77   | Guanju Žou Valtteri Bottas                    |                     |
| Scuderia AlphaTauri                   | AlphaTauri-RBPT              | AT03   | Red Bull RBPTH001   | P    | 10 22   | Pierre Gasly Juki Cunoda                      |                     |
| BWT Alpine F1 Team                    | Alpine-Renault               | A522   | Renault E-Tech RE22 | P    | 14 31   | Fernando Alonso Esteban Ocon                  |                     |
| Aston Martin Aramco Cognizant F1 Team | Aston Martin Aramco-Mercedes | AMR22  | Mercedes-AMG F1 M13 | P    | 27 5 18 | Nico Hülkenberg Sebastian Vettel Lance Stroll |                     |
| Scuderia Ferrari                      | Ferrari                      | F1-75  | Ferrari 066/7       | P    | 16 55   | Charles Leclerc Carlos Sainz Jr.              |                     |
| Haas F1 Team                          | Haas-Ferrari                 | VF-22  | Ferrari 066/7       | P    | 20 47   | Kevin Magnussen Mick Schumacher               |                     |
| McLaren F1 Team                       | McLaren-Mercedes             | MCL36  | Mercedes-AMG F1 M13 | P    | 3 4     | Daniel Ricciardo Lando Norris                 |                     |
| Mercedes-AMG Petronas F1 Team         | Mercedes                     | F1 W13 | Mercedes-AMG F1 M13 | P    | 44 63   | Lewis Hamilton George Russell                 |                     |
| Oracle Red Bull Racing                | Red Bull Racing-RBPT         | RB18   | Red Bull RBPTH001   | P    | 1 11    | Max Verstappen Sergio Pérez                   |                     |
| Williams Racing                       | Williams-Mercedes            | FW44   | Mercedes-AMG F1 M13 | P    | 6 23 45 | Nicholas Latifi Alexander Albon Nyck de Vries |                     |
| Viri:                                 |                              |        |                     |      |         |                                               |                     |

## Koledar dirk
| Št. | Dirka             | Dirkališče  | Datum         | Najboljši štartni položaj | Naj. krog        | Zmag. dirkač     | Zmag. moštvo         | Poročilo |
| --- | ----------------- | ----------- | ------------- | ------------------------- | ---------------- | ---------------- | -------------------- | -------- |
| 1   | Bahrajn           | Bahrain     | 20. marec     | Charles Leclerc           | Charles Leclerc  | Charles Leclerc  | Ferrari              | Poročilo |
| 2   | Saudova Arabija   | Jeddah      | 27. marec     | Sergio Pérez              | Charles Leclerc  | Max Verstappen   | Red Bull Racing-RBPT | Poročilo |
| 3   | Avstralija        | Albert Park | 10. april     | Charles Leclerc           | Charles Leclerc  | Charles Leclerc  | Ferrari              | Poročilo |
| 4   | Emilija - Romanja | Imola       | 24. april     | Max Verstappen            | Max Verstappen   | Max Verstappen   | Red Bull Racing-RBPT | Poročilo |
| 5   | Miami             | Miami       | 8. maj        | Charles Leclerc           | Max Verstappen   | Max Verstappen   | Red Bull Racing-RBPT | Poročilo |
| 6   | Španija           | Catalunya   | 22. maj       | Charles Leclerc           | Sergio Pérez     | Max Verstappen   | Red Bull Racing-RBPT | Poročilo |
| 7   | Monako            | Monaco      | 29. maj       | Charles Leclerc           | Lando Norris     | Sergio Pérez     | Red Bull Racing-RBPT | Poročilo |
| 8   | Azerbajdžan       | Baku        | 12. junij     | Charles Leclerc           | Sergio Pérez     | Max Verstappen   | Red Bull Racing-RBPT | Poročilo |
| 9   | Kanada            | Montreal    | 19. junij     | Max Verstappen            | Carlos Sainz Jr. | Max Verstappen   | Red Bull Racing-RBPT | Poročilo |
| 10  | V. Britanija      | Silverstone | 3. julij      | Carlos Sainz Jr.          | Lewis Hamilton   | Carlos Sainz Jr. | Ferrari              | Poročilo |
| 11  | Avstrija          | Spielberg   | 10. julij     | Max Verstappen            | Max Verstappen   | Charles Leclerc  | Ferrari              | Poročilo |
| 12  | Francija          | Paul Ricard | 24. julij     | Charles Leclerc           | Carlos Sainz Jr. | Max Verstappen   | Red Bull Racing-RBPT | Poročilo |
| 13  | Madžarska         | Hungaroring | 31. julij     | George Russell            | Lewis Hamilton   | Max Verstappen   | Red Bull Racing-RBPT | Poročilo |
| 14  | Belgija           | Spa         | 28. avgust    | Carlos Sainz Jr.          | Max Verstappen   | Max Verstappen   | Red Bull Racing-RBPT | Poročilo |
| 15  | Nizozemska        | Zandvoort   | 4. september  | Max Verstappen            | Max Verstappen   | Max Verstappen   | Red Bull Racing-RBPT | Poročilo |
| 16  | Italija           | Monza       | 11. september | Charles Leclerc           | Sergio Pérez     | Max Verstappen   | Red Bull Racing-RBPT | Poročilo |
| 17  | Singapur          | Marina Bay  | 2. oktober    | Charles Leclerc           | George Russell   | Sergio Pérez     | Red Bull Racing-RBPT | Poročilo |
| 18  | Japonska          | Suzuka      | 9. oktober    | Max Verstappen            | Guanju Žou       | Max Verstappen   | Red Bull Racing-RBPT | Poročilo |
| 19  | ZDA               | Americas    | 23. oktober   | Carlos Sainz Jr.          | George Russell   | Max Verstappen   | Red Bull Racing-RBPT | Poročilo |
| 20  | Mehika            | México      | 30. oktober   | Max Verstappen            | George Russell   | Max Verstappen   | Red Bull Racing-RBPT | Poročilo |
| 21  | São Paulo         | Interlagos  | 13. november  | Kevin Magnussen           | George Russell   | George Russell   | Mercedes             | Poročilo |
| 22  | Abu Dabi          | Yas Marina  | 20. november  | Max Verstappen            | Lando Norris     | Max Verstappen   | Red Bull Racing-RBPT | Poročilo |